# Club Deportivo Universidad Católica
Club Deportivo Universidad Católica (eller bare Universidad Católica) er en chilensk fodboldklub fra hovedstaden Santiago. Klubben spiller i landets bedste liga, Primera División de Chile, og har hjemmebane på stadionet Estadio San Carlos de Apoquindo. Klubben blev grundlagt den 21. april 1937, og har siden da vundet ti mesterskaber, fem pokaltitler og én udgave af Copa Interamericana. 
Católicas største rivaler er en anden Santiago-klub, Universidad de Chile. De to holds opgør er kendt som Clásico Universitario

## Titler
- Torneo Internacional de Pascua 1950
- Segunda División 1956
- Copa Chile/República 1983
- Trofeo Ciudad de Palma 1984
- Primera División 1987
- Primera División 
Apertura 1997
- Copa Chile 2011
- Copa UC U-17
- Manchester United Premier Cup U-15 2012

- Primera División de Chile (11): 1949, 1954, 1961, 1966, 1984, 1987, 1997 Apertura, 2002 Apertura, 2010, Clausura 2016

- Copa Chile (4): 1983, 1983 (to pokalturneringer dette år), 1991, 1995, 2011

- Supercopa de Chile: 2016

- Copa Interamericana: 1994

## Kendte spillere
| Chile - Gary Medel - Jean Beausejour - Cristián Álvarez - Jorge Aravena - Marco Antonio Cornez - Sergio Livingstone - Mario Lepe - Alberto Foullioux - Mark González - Juvenal Olmos - Miguel Angel Neira - Eduardo Bonvallet - Fabián Estay - Miguel Ponce - Sebastián Rozental - Alejandro Osorio - José Luis Villanueva - Javier Margas - Milovan Mirosevic - Gustavo Moscoso - Eduardo Rubio - Ignacio Prieto - Fernando Riera - Nelson Tapia - Patricio Toledo - Raimundo Tupper - Osvaldo Hurtado - Arturo Norambuena - Nelson Parraguez - Jorge Vargas - Rafael Olarra - Ricardo Rojas - Luis Núñez - Roberto Gutiérrez - Luis Ignacio Quinteros - Dante Poli |  | Argentina - Alberto Acosta - David Bisconti - José María Buljubasich - Rubén Capria - Darío Leonardo Conca - Néstor Gorosito - Facundo Imboden - Pablo Lenci - Sergio Fabián Vázquez - José Manuel Moreno - Néstor Isella - Jorge Quinteros - Ricardo Lunari - Juan Carlos Almada - Darío Husaín - Gerardo Reinoso Costa Rica - Alonso Solís Paraguay - José Cardozo - Hugo Brizuela - Jorge Campos - Pablo Caballero Peru - José del Solar USA - Jonathan Walker |